# Études d'archéologie en France
L'archéologie est une science humaine qui utilise aussi des données issus des sciences de la vie et de la terre. Elle exige une formation particulière, même si différentes spécialités et cursus d'études sont envisageables.

## Formation
Pour envisager une carrière d'archéologue en France, il faut passer par un cursus universitaire. Le type de baccalauréat obtenu n'est important que pour certains cursus universitaires (BAC S pour un cursus de physique ou de biologie par exemple). En outre, il est nécessaire d'avoir une culture générale et être un « touche-à-tout ». Mais de base, il faut compter au minimum un bac +4 / +5 (d’anciennement maîtrise ou l'actuel master 2) pour trouver du travail, voire un bac +8 (doctorat) pour certains postes.

### Choix du cursus et de l'université
Le type de cursus universitaire dépend du métier au sein de l'archéologie que l'on veut exercer (archéologue « pur », anthropologue, palynologue, etc.)  et de la période géo-chronologique sur laquelle on veut se spécialiser (Égypte antique, Protohistoire française, etc.). Pour être un archéologue « pur », le cursus est celui d'archéologie ou d'histoire/histoire de l'art spécialité archéologie. Pour être anthropologue (en archéologie, l'anthropologue est celui qui étudie les restes humains), il est préférable de suivre une formation en anthropologie physique (à ne pas confondre avec l'anthropologie sociale-ethnologique) ou un cursus d'archéologie avec une formation en anthropologie physique. Des études en biologie seules ou en double cursus archéologie peut amener à la profession de palynologue, malacologue, archéozoologue, dendrochronologue; un cursus en physique au métier d'archéomètre, en géologie à celui de micromorphologue. 
En France, chaque université propose son propre panel de spécialités et d'options. Il est donc nécessaire de se renseigner en amont sur les types de cours proposés (les sites internet des universités donnent ce type d'information) mais surtout de la spécialité de ses professeurs d'universités. En effet, seul le statut de professeur d'université donne le titre de directeur de recherche. Le directeur de recherche est la personne qui suit l'étudiant et dirigera ses recherches à partir du master. C'est lui qui orientera son élève suivant ses propres compétences : un professeur en archéologie préhistorique ne pourra pas suivre un étudiant se spécialisant sur l'archéologie contemporaine. Par contre, un professeur en archéologie de l'urbanisme médiéval peut exceptionnellement accepter des étudiants se spécialisant en archéométallurgie médiévale, si un directeur scientifique compétent (des maîtres de conférence n'ayant pas l'habilitation à diriger les recherches) peut se substituer à lui. 
Aux études universitaires, il faut rajouter, pour tous ceux souhaitant être archéologue de terrain ou conservateur en archéologie, une expérience de terrain à travers des fouilles programmées (le ministère de la Culture publie tous les ans à partir du mois d'avril la liste des chantiers programmés) et ensuite de stages en fouilles préventives.

### Divers métiers - Divers niveaux de diplôme
L'Archéologie recouvrant de nombreux métiers, ceux-ci ne demandent pas tous le même nombre d'études minimum et les accès au poste ne sont pas tous les mêmes.
L'Archéologie dite de terrain se divise en trois catégories. Tout en bas de l'échelle, le technicien de fouilles. Légalement, il suffit d'avoir un bac pour postuler à ce poste mais dans la pratique, il est demandé un bac +3 avec expérience ou un bac + 4/+5. Le responsable de secteur est juste au-dessus. Il a la charge une zone de fouilles et d'une équipe de techniciens. Il doit avoir un bac+4/+5. Au-dessus se trouve le responsable d'opération. Il est responsable de tout le chantier, l'équipe de fouilles (responsables de secteur et techniciens de fouilles) et les spécialistes. Il doit avoir un bac+5/+8 ou un bac +4 avec une expérience professionnelle. Ce sont les responsables d'opération et les responsables de secteurs qui rédigent le rapport de fouilles avec les spécialistes. 
Pour les spécialistes, que ce soit le céramologue, l'anthropologue, le malacologue, il faut au minimum un doctorat. Il en est de même pour les postes d'enseignant en Université.

### Lalicenceen archéologie
L'accès à la Licence est de droit pour l'ensemble des bacheliers (de filière générale, technologique et professionnelle) ainsi que pour les détenteurs du DAEU. La licence se déroule sur 3 ans (L1, L2 et L3). Généralement, les deux premières années s'articulent autour de cours d'introduction aux différents domaines de l'histoire de l'art, des cours d'introduction à des disciplines connexes (histoire, sociologie), une part non négligeable de statistiques et de biologie ainsi que des cours de méthodologie de recherche en archéologie, de l'anglais et de l'informatique. En L3, grâce au jeu des options et parfois la réalisation d'un mémoire et d'un stage, l'étudiant a la possibilité de se pré-spécialiser dans un domaine. L'organisation des cours est différente d'une université à une autre mais le contenu reste tout de même semblable. Certaines universités mettent davantage l'accent sur les aspects cliniques de l'archéologie (comme l'Université Paris Diderot) tandis que d'autres se voudront plus généralistes (comme l'Université Paris Descartes).

### Lemasteren archéologie
Le master se déroule sur deux ans (M1 et M2). C'est à ce niveau de formation que les étudiants peuvent se spécialiser dans un domaine de l'archéologie, comme la recherche des fossiles etc. Pour une même spécialité la formation peut être, d'un point de vue organisationnel aussi bien que du contenu des cours, différente d'une université à une autre. Cette diversité se reflète notamment au niveau des appellations des masters qui peuvent être différents d'une université à une autre pour une même spécialité), « Psychologie des perturbations cognitives » (Université de Reims), « Neuropsychologie cognitive et clinique » (Université de Strasbourg).  
Alors que la licence est accessible de droit à tous les bacheliers, l'admission en Master se fait sur dossier et parfois entretien. Certaines universités organisent cette sélection à l'entrée en Master 1 (comme l'Université Paris Descartes), tandis que d'autres l'organisent en Master 2 (comme l'Université Lille 3). Cette sélection est la conséquence du nombre de places au sein des Masters qui est contingenté par les équipes pédagogiques (surtout pour les parcours professionnels et mixte très demandés), si bien que pour maximiser leurs chances d'être admis dans un Master les étudiants candidatent dans plusieurs universités. Actuellement, il existe trois parcours au niveau Master : 
- un parcours professionnel qui a pour vocation de former des praticiens. L'organisation du master prévoit la réalisation d'un mémoire de recherche et ou d'un mémoire clinique et d'un minimum de 500 heures de stage (soit durant le M2, soit réparties sur les deux années de Master) en vue de l'obtention.

- un parcours recherche qui a pour vocation d’accueillir les futurs doctorants qui espèrent faire carrière dans la recherche. Ce parcours ne prévoit pas la réalisation d'un stage professionnel auprès d'un archéologue, mais un stage au sein d'un laboratoire de recherche.  Toutefois, un étudiant inscrit dans un parcours recherche a la possibilité, s'il en fait la démarche individuellement, d'effectuer un stage professionnel d'au minimum 500 heures afin de pouvoir faire usage du titre.

- un parcours mixte professionnel et recherche, tendant à remplacer les deux précédents parcours. Au sein de ce parcours, les étudiants bénéficient de cours professionnalisant et de cours concernant la méthodologie de recherche avec la réalisation d'un mémoire de recherche et d'un stage professionnel. Ce Master permet la poursuite d'études en doctorat ou l'entrée directe dans la vie active, voire les deux pour ceux qui seraient intéressés par la recherche-intervention (c'est-à-dire la réalisation d'une recherche sur un terrain clinique auprès de patients par exemple).

## Universités
Il existe plusieurs universités en France capables de préparer aux métiers de l'archéologie. On peut citer notamment:
- Aix-en-Provence [8]
- Bordeaux I [9]
- Bordeaux III [10]
- Bourgogne [11]
- Caen [12]
- Cambrai
- Clermont-Ferrand
- Franche-Comté [13]
- Lille III [14]
- Lyon II [15]
- Montpellier III [16]
- Nice
- Nancy II [17]
- Nantes [18]
- Paris I - Panthéon-Sorbonne [19]
- Paris IV - Paris-Sorbonne [20]
- Paris X - Nanterre [21]
- Pau[22]
- Quimper[23]
- Rennes 2
- Reims[24]
- Rouen [25]
- Strasbourg [26]
- Toulouse II [27]
- Tours, François-Rabelais[28]

Chacune d'entre elles offre une orientation plus ou moins spécifique. Il est conseillé de consulter les sites internet des laboratoires de recherche avec lesquelles les équipes universitaires collaborent. 
Il est également possible d'étudier l'archéologie dans les grandes écoles, le Collège de France, l'École des hautes études en sciences sociales ou le Muséum national d'histoire naturelle à Paris. Mais à moins de choisir vraiment une spécialité très particulière, il vaut mieux préférer l'université si l'on envisage de devenir archéologue professionnel.

## Les débouchés

### Par concours
Pour travailler dans les collectivités territoriales (commune, départements) ou d’État (Service régionaux d'archéologie), il faut passer un concours. Il y a trois niveaux de concours:
- Conservateur du patrimoine en archéologie (catégorie A+ : bac+3) : 
  - au niveau territorial : directeur de service archéologique ou responsable d'opération
  - au niveau national : conservateur au sein des Services régionaux d'archéologie
- Attaché de conservation du patrimoine, spécialité archéologie (catégorie A : bac +3) : équivalent d'un responsable de secteur ou d'un responsable d'opération
- Assistant de conservation (catégorie B : bac) : c'est l'équivalent du technicien de fouilles

À noter qu'à part pour le poste de conservateur du patrimoine d’État, les autres concours ne donnent pas accès à un emploi mais à une inscription sur une liste de qualification (valable trois ans en cas de demande de renouvellement annuel).

Mais ces précédents concours ne donnent pas accès aux postes du CNRS. Cet institut a ses propres concours . À savoir, ces concours sont souvent plus ou moins fléchés.
- chercheurs (Doctorat) : inscription de début décembre à mi-janvier
  - Chargé de recherches
  - Directeur de recherches (+8 ans d'expérience)
- Ingénieur : inscription de juin à mi-juillet
  - ingénieurs de recherche (doctorat)
  - ingénieurs d'études (licence, DEA, DESS)
  - assistants ingénieurs (BTS)
- technicien : inscription de juin à mi-juillet
  - techniciens de la recherche (DEUG)
  - adjoints techniques de la recherche (BEP)

Pour travailler en université, il y a aussi un concours.
- maître de conférences (Doctorat) : il faut être qualifié par le CNU. Cette qualification se fait sur dossier. Un docteur n'ayant pas eu de poste d'ATER durant son doctorat n'a quasiment aucune chance de voir son dossier retenu. Une fois, la qualification obtenue (valable uniquement quatre ans), il faut répondre à des offres d'emploi. Les entretiens/concours se font devant une commission qui se chargera de classer ou non les candidats. Suivant ce classement et le classement fait par les candidats de leur université préférée que s'établissent les embauches [30],[31].
- professeur des universités (Doctorat + habilitation à diriger les recherches/ou 5 ans d'expériences) : comme pour les maîtres de conférences, il faut être inscrit sur la liste de qualification du CNU [32].

### Sans concours
Actuellement en France, le plus gros des recrutements se font hors concours et donc embauches hors fonctionnariat. Avec la disparition de l'AFAN en 2001, c'est l'INRAP qui est le premier employeur (environ 2 000 agents). Mais depuis 2003 et l'ouverture du marché de l'archéologie préventive à la concurrence, plusieurs entreprises et associations se sont créées et recrutent. Malgré tout, les postes en CDI sont rares. Il n'est d'ailleurs pas rare de voir des personnes cumulant 6 ou 7 années de CDD. 
Les collectivités et le CNRS offrent aussi des contrats sans concours mais il s'agit de CDD. Pour les collectivités, il faut dans la majorité des cas, prendre en compte qu'elles ne logent pas leur agents et ne les considèrent pas en grand déplacement (pas de frais de déplacement, ou de frais de repas pour le soir).

### Le Salaire
Le salaire brut d'un archéologue débutant en CDD est variable ; il dépasse rarement 1 300 euros. Bien souvent, la carrière commence par plusieurs contrats de technicien, quels que soient les diplômes obtenus.

## Revues spécialisées
Il en existe plusieurs dont :
- La revue Gallia du CNRS (100 numéros en ligne avec Persée en 2012, soit 1 440 contributions faites entre 1943 et 2007), première revue scientifique d'archéologie nationale, appréciée pour la rigueur de ses textes et la qualité de ses illustrations de ses dossiers et articles de synthèse sur les domaines de l’archéologie en France, de la Protohistoire (depuis le premier âge du Fer) aux royaumes mérovingiens en passant par l’Antiquité et l’Antiquité tardive, sur les zones dites gauloises (les Trois Gaules et les territoires immédiatement limitrophes contribuant leur destinée).
- Gallia Préhistoire (70 numéros, 815 contributions en ligne avec Persée en 2012, écrites entre 1958 et 2007), sœur de la précédente, mais plus spécialisée dans le domaine de la Préhistoire en France (du Paléolithique inférieur à la fin de l’âge du bronze sur les territoires de l'actuelle France et des cultures limitrophes).